# Amazan
José Amazan Silva (Campina Grande, 5 de outubro de 1963) é um um sanfoneiro, cantor, compositor, poeta, apresentador, empreendedor e político brasileiro.

## Carreira musical

### Início
Amazan foi criado em Jardim do Seridó, interior do Rio Grande do Norte, onde desde criança já apreciava a poesia e a boa música nordestina. 
Ainda no início da adolescência dava os primeiros acordes na sanfona. Em Jardim do Seridó viveu até os 19 anos, quando voltou para Campina Grande.

### Tropeiros da Borborema
Na Rainha da Borborema (Campina Grande), por volta de 1984, conheceu o grupo de cultura nativa Tropeiros da Borborema e, a convite de Gerson Brito, seu Diretor, passou a ser "tocador oficiá dos tropêro". Como membro dos Tropeiros, Amazan teve oportunidade de mostrar a sua arte para vários estados brasileiros e até para a Europa, sendo o grupo uma vitrine para o seu trabalho e para uma mudança profunda na sua visão do mundo. 
Junto com dois outros integrantes formou "os três do forró" e gravou o seu primeiro compacto; Algum tempo depois este grupo se desfez e um novo trio foi criado, o "festejo nordestino", e mais um compacto gravado.

### Carreira solo
Em 1989, em carreira solo, Amazan grava o primeiro LP, "Naturalmente".
A poesia chegou primeiro na vida de Amazan e por volta dos doze anos escreveu o primeiro de uma série de cordéis. Escreveu e editou três livros, são eles: Palavra De Nordestino, Nordeste Em Carne e Osso e, HumoRimado, lançado em 2009. Neste mesmo ano, Amazan fez várias apresentações no programa TV Xuxa da rede Globo, onde participou de dois concursos de paródias onde sagrou-se campeão em ambas edições. Neste ano, 2011, foi o artista participante da campanha publicitária junina da cerveja Nova Schin veiculada em todo o Brasil, onde narrava as histórias acompanhado de seu acordeon.
Amante do forró, enriquecido pelas raízes culturais que lhe deram suporte para buscar estabilidade, autenticidade, mas também pela responsabilidade de levar ao seu público uma cultura enraizada nos pilares nordestinos, com amor e respeito ao gênero musical sem recorrer a apelos agressivos.

## Política
Em 2012, foi candidato a prefeito de Jardim do Seridó/RN pelo PSD, obtendo 4 506 votos (48,44% dos votos válidos) e ficado em 2º lugar, quando foi eleito Padre Jocimar, do PMDB, que obteve 4.796 votos (51,56% dos votos válidos).
Em 2014, foi candidato a deputado estadual do Rio Grande do Norte pelo PSD, obtendo 22 243 votos (1,34% dos votos válidos). Sendo o 28º mais votado, ficou na segunda suplência de sua coligação. 
Nas eleições de 2016, foi eleito prefeito da cidade de Jardim do Seridó, no estado do Rio Grande do Norte pelo PSD, obtendo 4 600 votos (51,13% dos votos válidos).

## Vida pessoal e empreendedorismo

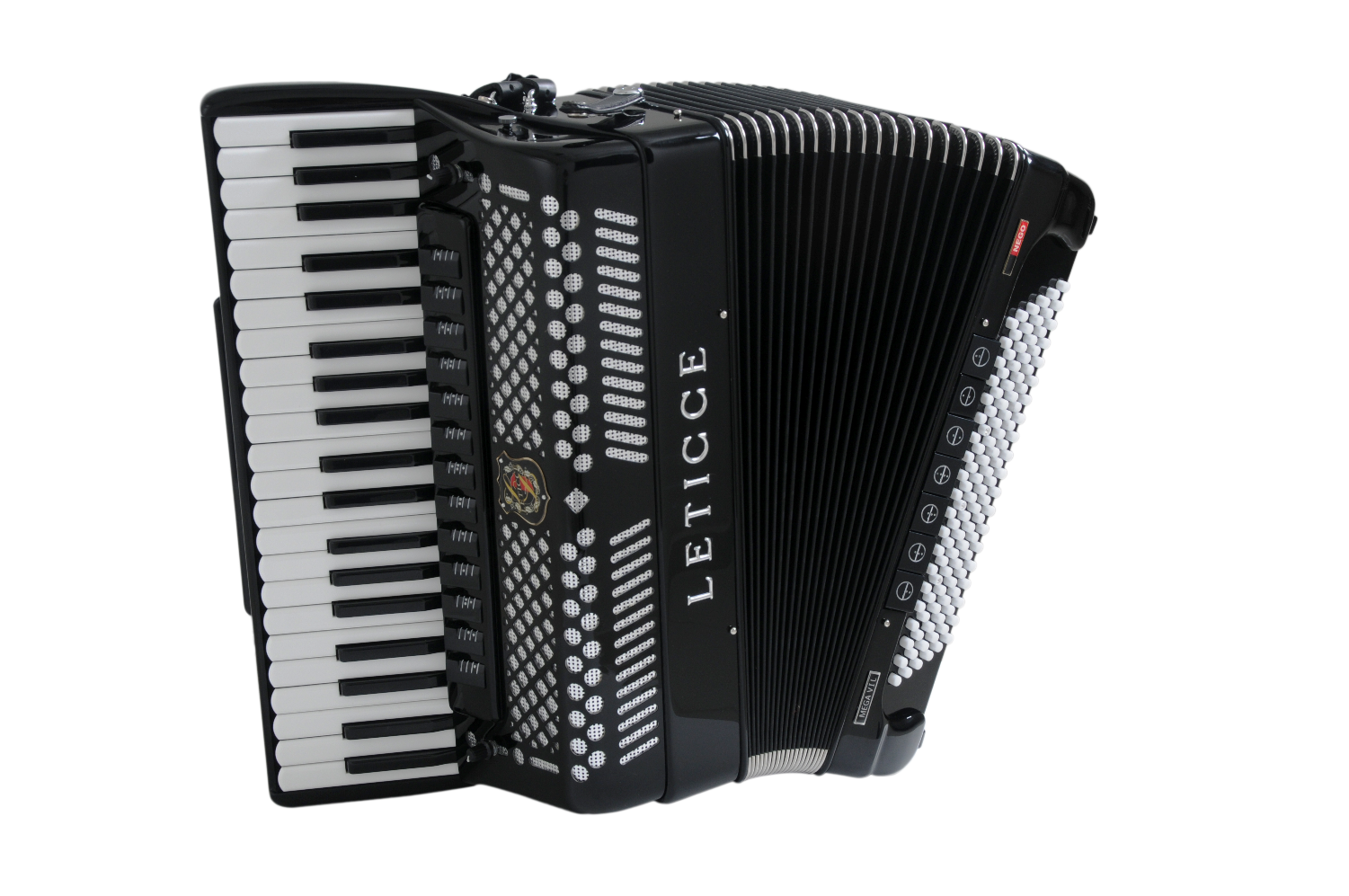
Acordeon modelo Mega 6ª L, produzido pela Leticce, fundada por Amazan.

É casado e pai de oito filhos. Três deles trabalham na fábrica de acordeons Leticce, idealizada e fundada em 2003 por Amazan. Uma das filhas, Marileide, é a gerente da empresa.
Outro filho, Luan, participou da primeira edição do programa Superstar, da TV Globo, com a banda Luan e Forró Estilizado, tendo sido um dos finalistas do programa (3º lugar de um total de 35 bandas).

## Discografia
- 1989: Naturalmente
- 1990: Amazan
- 1991: De Canto a Conto
- 1992: Diversos Cantos
- 1992: O Melhor de Amazan
- 1993: Em Cantos
- 1994: Novos Cantos
- 1994: Dez Poemas Engraçados – Vol I
- 1995: Correnteza da Paixão
- 1996: O Rei da Vaquejada
- 1997: Forrojada
- 1997: 20 Maiores Sucessos
- 1998: De Olho na Calcinha
- 1999: O Cantador de Vocês
- 1999: Amazan - Volume 1 (Ao Vivo)
- 2000: Sanfoneiro Nordestino
- 2001: Forró Gostoso
- 2001: Dez Poemas Engraçados – Vol II
- 2002: Volume 2 Ao Vivo
- 2004: Viciado em Mulher
- 2005: Forró do Bom
- 2006: Sanfoneiro Nordestino - Ao Vivo
- 2007: Felicidade
- 2008: Dez Poemas Engraçados - Vol III
- 2008: Ao Vivo em Jardim do Seridó
- 2009: 20 Anos de Chão
- 2010: Grito de Paz
- 2011: Pra Ficar no Grau
- 2012: Só Alegria
- 2013: Música Boa e Música
- 2016: Aqui de Novo
- 2018: Forró das Vaquejadas